# Desert Queen Mine
La Desert Queen Mine est une ancienne mine d'or américaine située dans le comté de Riverside, en Californie. Protégée au sein du parc national de Joshua Tree, elle est inscrite au Registre national des lieux historiques depuis le 17 janvier 1976.